# Левашовське меморіальне кладовище
Левашовський меморіальний цвинтар (рос. Левашовское мемориальное кладбище) — один з найбільших цвинтарів в м. Санкт-Петербурзі, де поховано близько 45 тис. жертв сталінських репресій 1937—1953 років. Розташований в смт Левашово муніципального утворення в складі Виборзького району на північному заході м. Санкт-Петербургу.

## Історія
Левашівський меморіальний цвинтар («Левашівська пустка»), як колишній розстрільний полігон НКВС, де поховано близько 45 тисяч жертв сталінських репресій 1937—1953 років, залишався секретним об'єктом КДБ СРСР до 1989 року.
15 травня 1996 року, навпроти входу до цвинтаря мер Санкт-Петербургу Анатолій Собчак відкрив пам'ятник «Молох тоталітаризму».
В День пам'яті жертв політичних репресій міська влада Санкт-Петербургу проводить на кладовищі церемонії покладання квітів.

## Сучасний стан
У 2015 році Левашівський меморіальний цвинтар був визнаний об'єктом культурної спадщини регіонального значення.
В липні 2023 року, історики Центру «Повернені імена» у Санкт-Петербурзі повідомили, що з Левашівського меморіального цвинтаря прибрали пам'ятник репресованим полякам. Хто ухвалив рішення на демонтування пам'ятника або перевезення його на реконструкцію — місцева влада відповіді не надала.